# Chantal Meek
Pour les articles homonymes, voir Meek.
Chantal Meek est une kayakiste australienne pratiquant la course en ligne née le 19 décembre 1978 à Kent en Angleterre. Lors des Jeux olympiques d'été de 2008, elle remporte la médaille de bronze dans l'épreuve de K-4 500m.